# Orthopristis chalceus
Orthopristis chalceus és una espècie de peix pertanyent a la família dels hemúlids.

## Descripció
- Pot arribar a fer 45 cm de llargària màxima (normalment, en fa 35).
- Cos curt, comprimit i de color gris platejat.
- Boca petita.[6][7]

## Hàbitat
És un peix marí, demersal i de clima tropical.

## Distribució geogràfica
Es troba al Pacífic oriental: des de Mèxic fins a Panamà, incloent-hi les illes Galápagos.

## Observacions
És inofensiu per als humans.